# Apollo di Cirene
L'Apollo di Cirene è una scultura marmorea romana raffigurante il dio greco Apollo, rinvenuta presso la città di Cirene in Libia.

## Ritrovamento
La scultura è stata portata alla luce nel XIX secolo da Robert Murdoch Smith e Edwin Porcher presso il santuario di Apollo della città libica di Cirene. Inizialmente, forse a causa di una caduta, la statua era ridotta in 121 pezzi, successivamente riassemblati presso il British Museum, dove la statua è attualmente in esposizione.

## Descrizione
La statua marmorea, originariamente dipinta, rappresenta il dio greco Apollo con il suo attributo principale, la cetra, avvolta da un pitone, altro suo attributo, spesso associato anche al figlio Asclepio.
La scultura, nonostante l'accurato riassemblaggio, è carente del braccio destro e della mano sinistra.